# Полонкоев, Мурад Махиевич
Мура́д (Мурат) Махи́евич Полонко́ев (род. 9 мая 1944, Щучинский район, Кокчетавская область) — российский художник и скульптор, Народный художник Ингушетии и России (2005), почётный член Российской академии художеств, председатель Ингушского отделения Союза художников России.

## Биография
Родился 9 мая 1944 года в селе Дмитриевка Щучинского района Кокчетавской области.
Позже семья Полонкоевых перебралась в Алма-Ату, где Мурад продолжил учёбу в школе. После окончания 7 классов общеобразовательной школы в 1961 году поступил в Алма-Атинское художественное училище, которое в 1966 году окончил.
В 1973 году окончил Ленинградский институт живописи, скульптуры и архитектуры им. И. Е. Репина (отделение монументальной живописи). Его наставником был профессор Андрей Андреевич Мыльников.
В 1975 году стал членом Союза художников СССР.
В 1981 году был удостоен звания Заслуженного деятеля искусств Чечено-Ингушской АССР. В 1980—1988 годах был членом художественного совета Союза художников ЧИАССР. В 1995 году ему было присвоено звание заслуженного художника Российской Федерации. За большой вклад в декоративно-прикладное искусство и приобщение молодёжи к художественному творчеству был награждён золотой медалью и дипломом с присуждением почетного звания «Лауреат седьмой артиады народов России».
Председатель Ингушского подразделения Союза художников России. 10 сентября 2002 года ему было присвоено звание заслуженного деятеля искусств Республики Ингушетия, а 31 августа 2005 года — Народного художника Российской Федерации.

## Творчество
Работает в жанрах станковой и монументальной живописи, графики, декоративно-прикладного искусства. Известен большими эпическими полотнами жанровой живописи. В каталог академии художеств «Два века русской художественной школы» включена его картина «Жизнь вайнахов». В музее Российской академии художеств экспонируется его картина «Чабаны». Его работы также хранятся в Государственном музее изобразительных искусств Ингушетии, Ингушском краеведческом музее имени Т. Мальсагова, в Мемориальном комплексе жертвам репрессий, музеях Российской Федерации, в частных коллекциях в России и за рубежом.

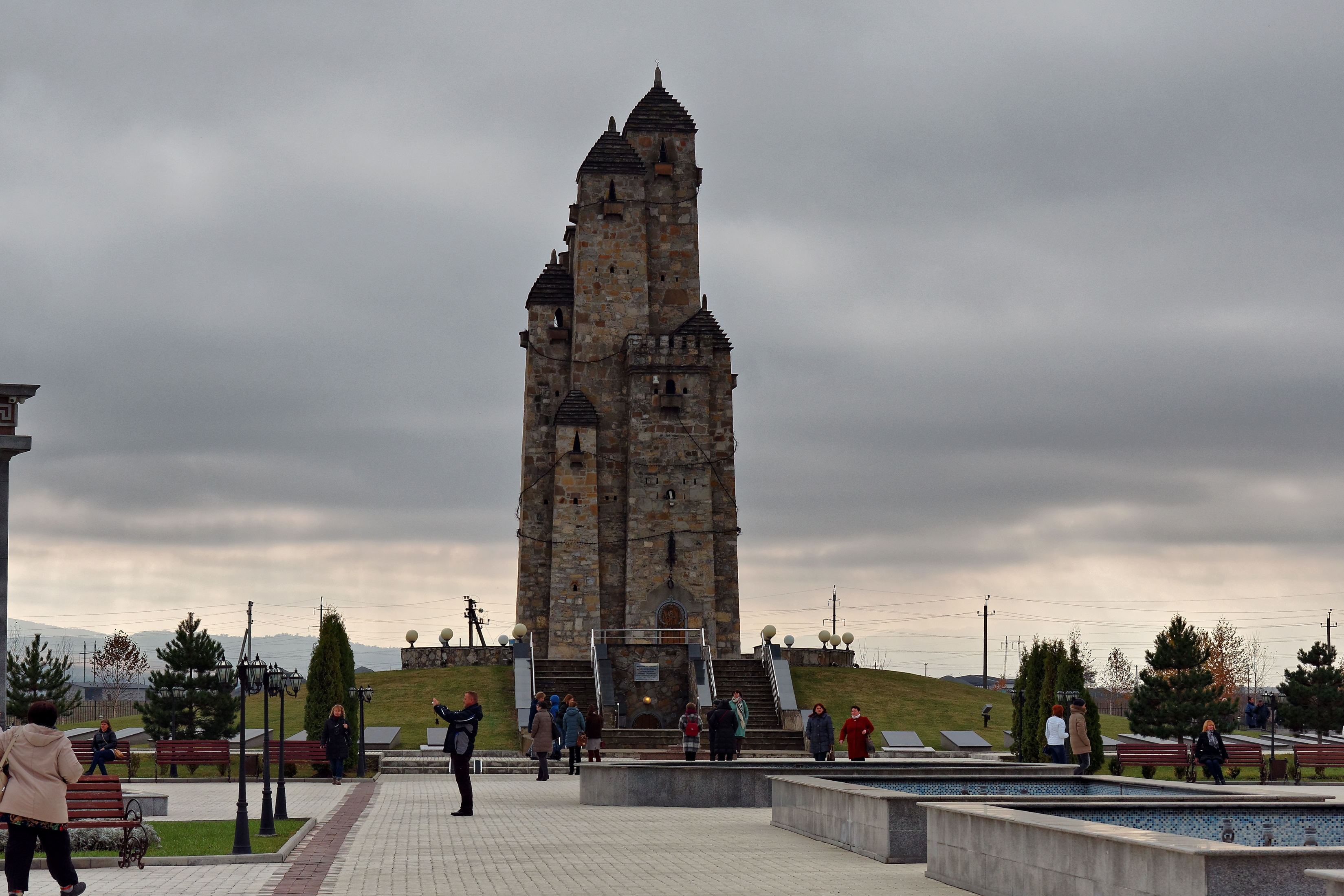
Мемориал «Девять Башен».

Является автором проекта Мемориала «Девять Башен». За это проект в 2002 году удостоен золотой медали Российской академии художеств. Мемориал является памятником архитектуры и внесён в реестр Академии художеств России и в каталог «Памятники и памятные знаки жертвам репрессий на территории бывшего СССР» музея Общественного центра имени академика А. Д. Сахарова.

## Выставки
- 1981 — первая персональная выставка в Грозном;
- 1988 — член зонального комитета выставки «Советский Юг»;
- 1989 — персональные выставки в городах Санкт-Петербурге, Москве, Алма-Ате;
- 1991 — выставка в Норвегии;
- 1993 — персональная выставка в Назрани;
- 1994 — выставка работ художников Ингушетии в Сунженском районном Доме культуры Ингушетии;
- 1995 — выставка работ ингушских художников «Искусство Ингушетии» в Государственном музее изобразительных искусств Ингушетии;
- 1996 — выставка «Золотая осень Ингушетии» в Государственном музее изобразительных искусств Ингушетии;
- 1997 — выставка «Полонкоевы — семья художников» в Государственном музее изобразительных искусств Ингушетии; выставка работ ингушских художников на Днях культуры Ингушетии в Москве;
- 1998 год — персональная выставка семьи Полонкоевых в Государственном музее изобразительных искусств Ингушетии; выставка работ художников Ингушетии в Уфе;
- 2000 — Всероссийская художественная выставка «Имени твоему» к 2000-летию Рождества Христова; выставка в еврейском национальном культурном центре «Шалом» в Москве; выставка «Лики Кавказа» в Ростове-на-Дону;
- 2001 — выставка работ художников Ингушетии в Магасе; выставка живописных работ «Моя Ингушетия» в Государственном музее изобразительных искусств Ингушетии; Всероссийская выставка «Навстречу третьему тысячелетию» в Центральном Доме художника в Москве;
- 2002 — художественная выставка в Париже; член зонального комитета выставки «Мир Кавказа»;
- 2003 — выставка живописи Мурата, Адама и Зелимхана Полонкоевых в Центральном Доме художника в Москве;
- 2004 — выставка художников Юга России в Санкт-Петербурге; выставка художников Юга России в Краснодаре; академическая передвижная выставка Союза художников России в Назрани;
- 2005 — выставка «Художники Северного Кавказа за мир» в Москве; выставка «Современное искусство художников Ингушетии» в Северо-Кавказском филиале Государственного музея Востока в Майкопе;
- 2006 — выставка «Национальные традиции и современность в живописи ингушских художников» в здании Совета Федерации Федерального Собрания Российской Федерации в Москве; выставка работ ингушских художников в рамках международного симпозиума «Права мусульманских меньшинств и угроза исламского экстремизма» (Магас).